# سیارک ۷۳۳۴۲
سیارک ۷۳۳۴۲ (به انگلیسی: 73342 Guyunusa، نامگذاری:2002JX115) هفتاد و سه هزار و سیصد و چهل و دومین سیارک کشف شده‌است که در ۴ مه ۲۰۰۲ کشف شد.